# Boyd Rice
Boyd Rice (* 16. Dezember 1956) ist ein US-amerikanischer Musiker der Elektro- und Industrial-Szene.

## Leben und Karriere
Unter dem Pseudonym NON veröffentlichte Boyd seit 1975 anfangs bizarr wirkende, elektronische Experimentalmusik, bei der schierer Lärm häufig mit leicht eingängigen, kitschig wirkenden Melodien wechselt. Im selben Jahr sorgte er im Alter von 19 Jahren für Aufmerksamkeit, als er der damaligen Präsidentengattin Betty Ford einen gehäuteten Schafskopf präsentierte und dafür vom United States Secret Service abgeführt wurde. Die Anti-Platte Pagan Muzak, seine erste Schallplatte in 7"-Format, wurde per Bohrmaschine mit zusätzlichen Löchern versehen. Pagan Muzak war eine der ersten Veröffentlichungen des Industrial und nahm damals bereits Elemente des Noise wie des Easy Listening vorweg. Es besteht ausschließlich aus Endlosschleifen, die sich solange wiederholen, bis der Hörer die Nadel aus der jeweiligen Rille entfernt. Auf dem Cover befindet sich ein gerastertes Porträt von Rice und der Hinweis „playable at any speed“ (engl. ‚abspielbar in jeder Geschwindigkeit‘), es gibt also keinen Hinweis darauf, in welcher Geschwindigkeit die Noise-Loops abgespielt werden sollen. Aufgrund dieser Tatsachen war das Album für die damalige Zeit revolutionär. Über Rough Trade Records in London kam er mit Daniel Miller in Kontakt, der Rice auf seinem damals jungen Label Mute Records unter Vertrag nahm.
Sein erstes Album Physical Evidence erschien 1982 bei Mute Records. Inhaltlich ist der Faden weit gespannt; das Album Might! beruft sich zum Beispiel auf das unter dem Pseudonym Ragnar Redbeard veröffentlichte Buch Might is Right, das Rice in der Leseliste seiner Internetseite aufführt. Auf dem Album Terra Incognita – Ambient Works 1975 - Present wiederum spielt er, wie der Name des Albums verrät, Ambient-Musik.
Er spielte bei mehreren Filmen wie Pearls Before Swine mit und steuerte Musik zu einigen bei, unter anderem zu Grace of My Heart und Gas Food Lodging - Verlorene Herzen. Eigenen Angaben zufolge half er auch bei der Auswahl der Surfmusik für den Film Pulp Fiction mit (in den Credits wird er nicht erwähnt).
2007 stellte Rice in der Mitchell Algus Gallery in New York City erstmals eigene Gemälde aus.
Boyd Rice war verheiratet und ist Vater eines Sohnes namens Wolfgang.

## Einfluss auf die Popkultur
Boyd Rice Einflüsse auf die Popkultur sind vielfältig, so verwendete die Metal-Band Impaled Nazarene Teile des Textes und den Trommel-Rhythmus von NONs Total War in ihrem sich auf den Winterkrieg von 1939 bis 1940 beziehenden Lied Total War – Winter War vom Album Suomi Finland perkele. Dieser NON-Titel wurde auch unter anderem von Acheron, Nothingisttrue, Melek-Tha, Death in June und Müllér of Death! gecovert. Die Kulisse des Videos This Is the New Shit von Marilyn Manson ist deutlich der der Osaka-Performance von Rice angelehnt; Marilyn-Manson-Frontmann Brian Hugh „Marilyn Manson“ Warner trat in der Frühphase seiner Band mit Rice in Kontakt, als seine Band noch keinen Plattenvertrag hatte, und Rice ging bereits damals davon aus, dass er Erfolg haben würde. Der Osaka-Auftritt gilt unter Rice-Hörern als legendär. Eingeleitet von 13 Glockenschlägen, Wagner-Musik und Zitaten aus Taxi Driver betritt Rice in Uniform und mit SS-Mütze die Bühne. Die ebenfalls uniformiert auftretenden Musiker trommeln einen einfachen Marsch-Rhythmus über den Rice die Frage „Do you want total war?“ (engl. ‚wollt Ihr den totalen Krieg?‘, in Anlehnung an Joseph Goebbels’ Sportpalastrede) an den Zuhörer richtet. Er konfrontiert den Zuschauer mit diversen Fragen, so ob er sich einen totalen Krieg wünscht, die Verwandlung des Menschen in eine Bestie befürwortet, kämpfen und töten möchte, der Welt einen eisernen Willen zu zeigen bereit sei. Freiraum zur individuellen Beantwortung lässt Rice nicht zu. Die Antwort nach all diesen Fragen lautet „Yes you want total war!“ (engl. ‚Ja, Ihr wollt den totalen Krieg!‘). Darauf folgt eine kurze Proklamation, dass die Geschichte der Menschheit seit je her vom Recht des Stärkeren und von Kriegen und Morden geprägt wurde. Weitere Stücke in diesem Tenor folgen, in denen weiterhin eine Ablehnung des Christentums offenkundig wird. Rose McDowall singt das Weihnachtslied Stille Nacht, heilige Nacht in modifizierter Form: „Silent war, holy war…“ (engl. ‚Stiller Krieg, heiliger Krieg‘).

## Kritik
Bis heute gilt Boyd Rice als Industrial-Pionier, seine Person allerdings ist durch seine medialen Provokationen, satanistischen und sozialdarwinistischen Äußerungen und seine Bewunderung für Personen wie Adolf Hitler, Alfred Rosenberg oder Charles Manson äußerst umstritten.
Rice ist ein führendes Mitglied der Church of Satan und war mit deren Gründer Anton Szandor LaVey befreundet. Er spricht sich gegen Demokratie und Liberalismus, die er als ideologische Abstraktionen ansieht, aus und empfiehlt auf seiner Internetseite unter anderem Schriften von Rosenberg, Arthur de Gobineau, Oswald Spengler, Julius Evola und Savitri Devi. Rice greift auf rechtsextreme Symbole und Zeichen zurück. So war seine Osaka-Performance deutlich an die Ästhetik des Nationalsozialismus angelehnt, und sowohl im Zusammenhang mit der Abraxas Foundation als auch auf seiner Internetseite verwendet er die Wolfsangel, die unter anderem von der Jugendorganisation der VSBD/PdA als Erkennungszeichen verwendet wurde, in horizontaler Darstellung.
Rice trat zeitweise mit Charles Manson in Kontakt und betrachtete ihn als Freund. Rice forderte Mansons Freilassung als politischer Gefangener und charakterisierte ihn (unter Rückgriff auf Carl Gustav Jung) als „Wotan-Typen“. Der Kontakt blieb aber nicht bestehen. Bei einer Radiosendung, in der er Manson verteidigte, wurde er vom Moderator mit der Mutter der durch Mitglieder der Manson Family ermordeten Sharon Tate konfrontiert.
Zusammen mit Nikolas Schreck von Radio Werewolf, der sich ebenso wie Rice offen für Mansons Freilassung aussprach und Material über diesen veröffentlichte, gründete Rice die Abraxas Foundation, die Rice als faschistisch-okkulte Denkfabrik beschrieb und von der aus er sozialdarwinistische und esoterische Pamphlete veröffentlicht, die in sieben Sprachen übersetzt wurden. Die Abraxas Foundation stellte ihre Veröffentlichungen Mitte bis Ende der neunziger Jahre ein.

## Musikalische Zusammenarbeit
Musikalisch arbeitete er mit zahlreichen bekannten Musikern zusammen wie Frank Tovey aka Fad Gadget. Mit Douglas Pearce von Death in June, Tony Wakeford ebenfalls von Death in June und mittlerweile von Sol Invictus, Michael Moynihan von Blood Axis veröffentlichte er Aufnahmen unter dem Namen Boyd Rice & Friends.
Mit Rose McDowall veröffentlichte er einige Tonträger unter dem Namen Spell, die Coverversionen bekannter Popsongs der 1960er enthielten; einzig der Titel The Ever Constant Sea ist ein Gedicht von Rod McKuen, zu dem McDowall die Musik schrieb. Der Fokus lag hierbei in nahezu allen Fällen auf Stücken, die von tragischen Liebes- oder Lebensgeschichten mit tödlichem Ausgang für einen der Protagonistinnen oder Protagonisten handeln.
Außerdem produzierte er Alben für Ralph Gean und kompilierte Alben mit Songs verschiedener Pop-Musikerinnen aus den 1960er-(Album Music for Pussycats) und ein Album mit siebenbürgischer Marschmusik aus den 1930er Jahren.

## Diskografie
- Pagan Muzak (1975)
- Knife Ladder / Mode of Infection (1978)
- Boyd Rice (1981)
- Physical Evidence (1982)
- Rise EP (1982)
- Easy Listening for the Hard of Hearing (mit Frank Tovey; 1984)
- Blood & Flame (1987)
- I’m Just Like You (8”) (1989)
- Music, Martinis and Misanthropy - and Friends (mit Douglas Pearce, Michael Moynihan, Rose McDowall, Tony Wakeford und Bob Ferbrache; 1989/1990)
- Easy Listening for iron youth - The best of NON (1991)
- In the Shadow of the Sword (1992)
- Seasons in the Sun (1993)
- The Monopoly Queen (7”) (1994)
- Might! (1995)
- Hatesville (1995)
- Death’s Gladsome Wedding (1996)
- Hatesville (1996)
- God & Beast (1997)
- Receive the Flame (1999)
- The Way I Feel (2000)
- The Registered Three - Boyd Rice & Friends (Douglas Pearce, Albin Julius; 2002)
- Wolf Pact - Boyd Rice and Fiends (Douglas Pearce, Albin Julius; 2002)
- Children of the Black Sun (2002)
- Terra Incognita - Ambient Works 1975 - Present (2004)
- Alarm Agents (mit Death in June 2004)
- Scorpion Wind (mit Death in June 2007)
- Going steady with Peggy Moffitt (mit Go-Go Giddle Partridge; 2008)
- The Blackest Curse (Album von Integrity; 2010)[16]

## Filmografie
- NON – Total War: Live in Osaka, Japan (1989)
- Boyd Rice Documentary (Super-8mm-Film von Joel Haertling) (1994)
- Pearls Before Swine (1999)
- The many Moods of Boyd Rice (2002)
- Boyd Rice & Friends – Baptism by Fire (live) (2004)